# Голодна Губа
Голо́дна Губа́ — озеро льодовикового походження в Ненецькому автономному окрузі Архангельської області.

## Географія
Розташоване в Малоземельній тундрі, в Заполярному районі Ненецького автономного округу, між дельтою річки Печора на сході та Ненецькою грядою на заході, близько 30 км на північний захід від Нар'ян-Мару. З'єднується із західним рукавом дельти Печори протокою Велике Горло (Утчер-Шар), вода по якій, залежно від рівня в озері, може текти не тільки в Печору, але і назад. На крайньому, північно-східному узбережжі озера розташоване ненецьке селище Нельмін Нос (816 жителів — 2014 рік).

## Гідрологічний режим
Середньорічна витрата води становить 73 м³/с в місці де протока з'єднана з озером. Річна амплітуда коливання рівня води становить близько 3 метрів.

## Флора
Плоскі береги озера покриті буро-зеленим ковром мохів та лишайників.